# Bodenheim

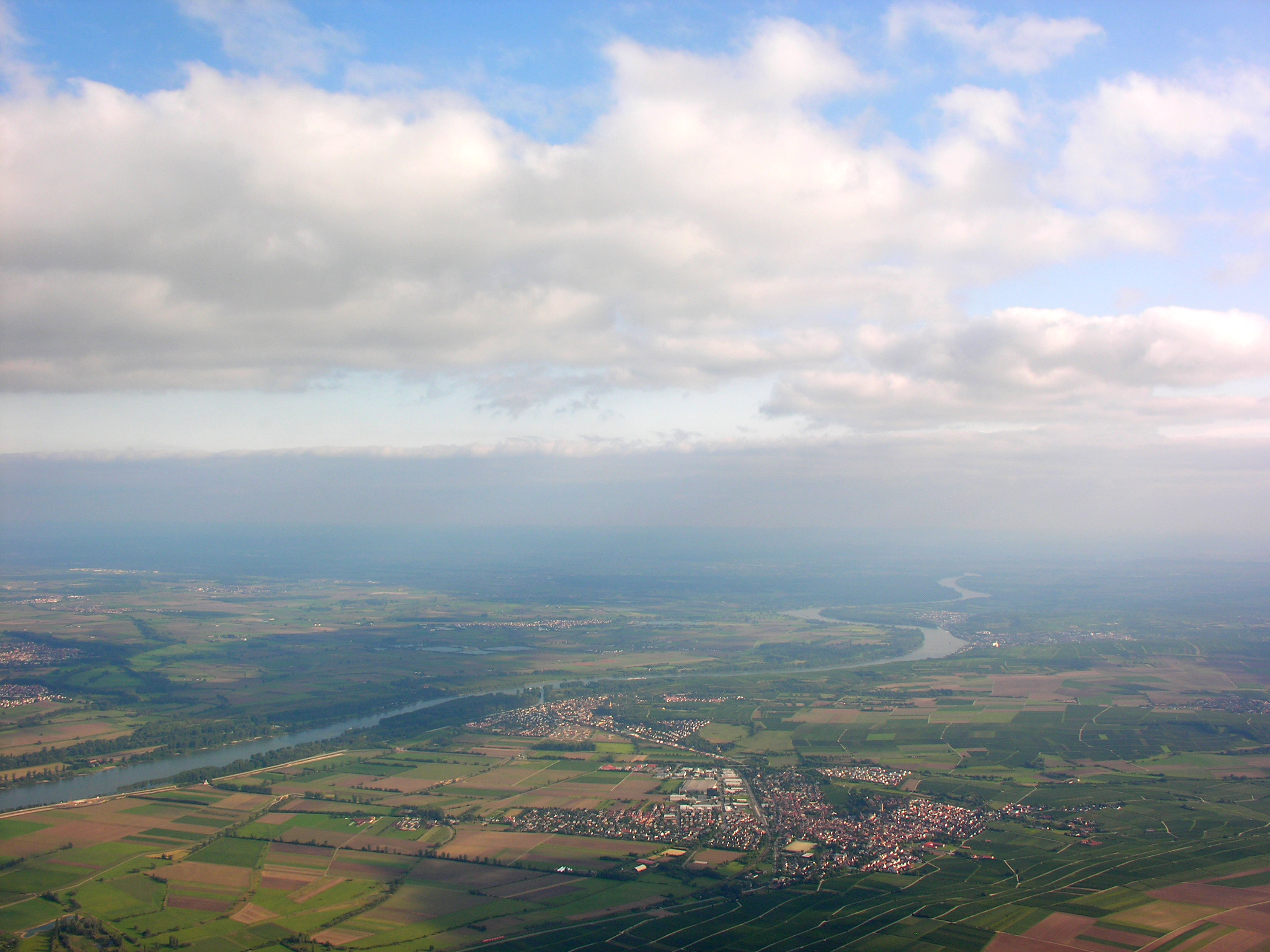
Luftaufnahme, Bodenheim im Vordergrund, die Nachbargemeinde Nackenheim dahinter direkt am Rhein

Bodenheim ist eine 7.931 Einwohner zählende Ortsgemeinde im Landkreis Mainz-Bingen in Rheinland-Pfalz. Sie gehört der Verbandsgemeinde Bodenheim an und ist deren Verwaltungssitz. Bodenheim ist gemäß Landesplanung als Grundzentrum ausgewiesen.

## Geographie
Bodenheim liegt in Rheinhessen etwa 8 Kilometer südlich von Mainz (Stadtmitte) am Rande des Rhein-Main-Gebiets. Die Gemeinde ist durch den Weinbau stark geprägt, es gibt mehrere Weingüter und Straußwirtschaften.
Folgende Städte und Gemeinden (im Uhrzeigersinn genannt, im Norden beginnend) grenzen an Bodenheim: Die Landeshauptstadt Mainz mit ihren Stadtteilen Hechtsheim und Laubenheim, der Treburer Ortsteil Astheim am gegenüberliegenden hessischen Rheinufer, Nackenheim, Lörzweiler, Gau-Bischofsheim und Harxheim, alle zur Verbandsgemeinde Bodenheim gehörend.

## Geschichte
Seine erste urkundliche Erwähnung findet das auf eine fränkische Gründung zurückgehende Dorf durch die Schenkung eines Weinbergs an das Kloster Fulda durch den Bodenheimer Rantulf im Jahr 754. 23 Bodenheimer Schenkungen an das Kloster Lorsch belegen den großen Grundbesitz, den das Kloster dort hatte. Die erste Erwähnung in dieser Schenkungsreihe beginnt mit Urkunde 1340 vom 11. März 767, als Helmerich eine Hofreite mit Bauerngut dem Abt Gundeland unter König Pippin dem Jüngeren schenkte.
Grundbesitz hatten daneben auch das Erzstift Mainz, das Mainzer Domkapitel, die Mainzer Stifte St. Alban, St. Johann und St. Stephan sowie das Kloster Dalheim. St. Alban, das seit dem 8. Jahrhundert über Grundbesitz in der Bodenheimer Gemarkung verfügte, konnte sich schließlich gegenüber den anderen Grundbesitzern, vor allem durch das Erlangen der örtliche Gerichtsbarkeit, als Ortsherr durchsetzen.
Eine enge Wechselbeziehung zwischen Bodenheim und Mainz lässt die Mainzer Mauerbauordnung aus dem 11. Jahrhundert erkennen. In jener Zeit zwischen 1000 und wohl schon seit der Karolingerzeit gehörte Bodenheim zu den Orten, aus denen die Leute Mauer und Stadtgraben der Stadt Mainz instand setzten und gründlich wehrhaft machen mussten. Ein geschlossenes Dorf war Bodenheim damals und noch jahrhundertelang nicht. Ansässig und begütert waren hier mehrere Familien- oder Sippenangehörige des weitverzweigten Geschlechtes des Wormsgaugrafen Cancor. Außerdem waren damals noch Angehörige einer zweiten, vielleicht dritten Grafenfamilie in Bodenheim ansässig.
Spätestens um die Mitte des 12. Jahrhunderts gehörten die beiden Fronhöfe dem Kloster und späteren Ritterstift St. Alban in Mainz. In jedem von ihnen lag eine Fronhofkirche. Die in Unterbodenheim wurde damals zur Pfarrkirche erhoben, die andere war eine Kapelle. Die letzte Nachfolgerin wurde 1889 erbaut; sie dient unter dem Namen „Maria-Oberndorf“ bis zur heutigen Zeit als Wallfahrtskapelle. Den ersten Beweis für das Vorhandensein von St. Albans Grundbesitz in Bodenheim bietet das Jahr 1130. Damals erwarb Propst Reginhard durch Kauf von St. Alban für sein Kloster drei kleine Freienhöfe. Mit dem Übergang der beiden Fronhöfe in den Besitz des Klosters erhielt St. Alban auch die Vogtei, das heißt die hohe und niedere Gerichtsbarkeit über das ganze Dorf.
Zwei Fronhöfe, die in einer Urkunde vom 21. August 1263 erwähnt werden, müssen um 500 entstanden sein. Bodenheim wurde berühmt, weil hier wie kaum in einem anderen Dorf die Freiheitsbewegung einer mittelalterlichen Landgemeinde zu beobachten ist. Zwischen 1277 und 1525 rangen die Bürger ihren Ortsherren wichtige Rechte ab, die man die „Bodenheimer Freiheit“ nennt. Sie wurden in einem Weistumsbuch festgehalten und regelten die Rechte und Pflichten der Bürger.

### Hexenprozesse
1608 war das Gerichtsgebäude das heutige Rathaus mit seinem mehrfach erneuerten, kostbaren Fachwerk und holzgeschnitztem originalen Wappen im Erker. Zu Beginn des 17. Jahrhunderts wurde Bodenheim zu einem Zentrum der europäischen Hexenverfolgung. Nach böswilligen Diffamierungen, schrecklichen Haftbedingungen und grausamen Folterungen verloren mindestens 27 Bürger nach Hexenprozessen ihr Leben. Die Prozesse in Bodenheim begannen mit der Verhaftung der Witwe Merg Scholl am 8. Oktober 1612. Sie wurde verdächtigt, sie habe in der Backstube ein Kind so verzaubert, dass es verstorben sei. Im Frühjahr 1613 wurde Scholl verurteilt und mit zwei anderen Frauen verbrannt.
Erst mit dem Ende des Dreißigjährigen Krieges konnte ein Schlussstrich unter dieses düstere Kapitel gezogen werden.
An die Ereignisse erinnerte 2014 das Benefiz-Theatermusical „Hexe! De Deibel soll se hole!“ Der Gemeinderat Bodenheim beschloss in seiner Sitzung vom 23. Februar 2021 die Rehabilitierung der während der Hexenverfolgung zu Unrecht gefolterten und getöteten Bodenheimer Bürgerinnen und Bürger.

### Neuzeit
Im Zweiten Weltkrieg (Herbst 1939) wurden zahlreiche Männer aus Bodenheim zur Wehrmacht eingezogen. Bis zum Ende des Krieges verloren circa 200 Soldaten aus Bodenheim ihr Leben an der Front. Als der Krieg andauerte und sich die Luftangriffe häuften, verloren viele Menschen in den Städten am Rhein Besitz und Leben. Zudem wurden zahlreiche Bewohner aufs Land evakuiert. Bodenheim diente als Einquartierung und empfing viele Stadtkinder, die dort die Schule besuchen konnten. Der Ort Bodenheim selbst blieb unzerstört, nur die Bahnanlagen wurden im August 1944 wegen Tiefflieger-Angriffen gesperrt.
Am 29. Juni 1988 kollidierten über der Nachbargemeinde Nackenheim zwei US-Kampfflugzeuge vom Typ F-16C und stürzten über unbewohntem Gebiet nahe Bodenheim ab. Einer der Piloten konnte sich mit dem Schleudersitz retten, während der Pilot Captain Mike Crandall ums Leben kam.

### Einwohnerstatistik
Im Jahr 1750 hatte Bodenheim etwa 1200 Einwohner. Diese Zahl hatte sich rund 150 Jahre später mehr als verdoppelt. In den folgenden Jahrzehnten stieg die Bevölkerungszahl kontinuierlich auf heute über 7700 Einwohner.
Die weitere Entwicklung der Einwohnerzahl von Bodenheim, die Werte von 1871 bis 1987 beruhen auf Volkszählungen:
| Jahr | Einwohner |
| ---- | --------- |
| 1815 | 1.225     |
| 1835 | 2.068     |
| 1871 | 1.976     |
| 1905 | 2.791     |
| 1939 | 3.339     |
| 1950 | 3.970     |

| Jahr | Einwohner |
| ---- | --------- |
| 1961 | 3.910     |
| 1970 | 4.459     |
| 1987 | 5.877     |
| 1997 | 6.431     |
| 2005 | 6.975     |
| 2023 | 7.931     |

### Konfessionsstatistik
Im Juni 2005 hatten 53,4 % der Einwohner die katholische und 22,2 % die evangelische Konfession. 24,4 % hatten keine oder eine sonstige Konfessionszugehörigkeit.
Ende Mai 2025 hatten 34,6 % der Einwohner die katholische und 18,2 % die evangelische Konfession. 47,3 % gehörten entweder einer anderen Glaubensgemeinschaft an oder waren konfessionslos. Beide Konfessionen verzeichneten demnach im beobachteten Zeitraum erhebliche Mitgliederverluste.

## Politik

### Gemeinderat

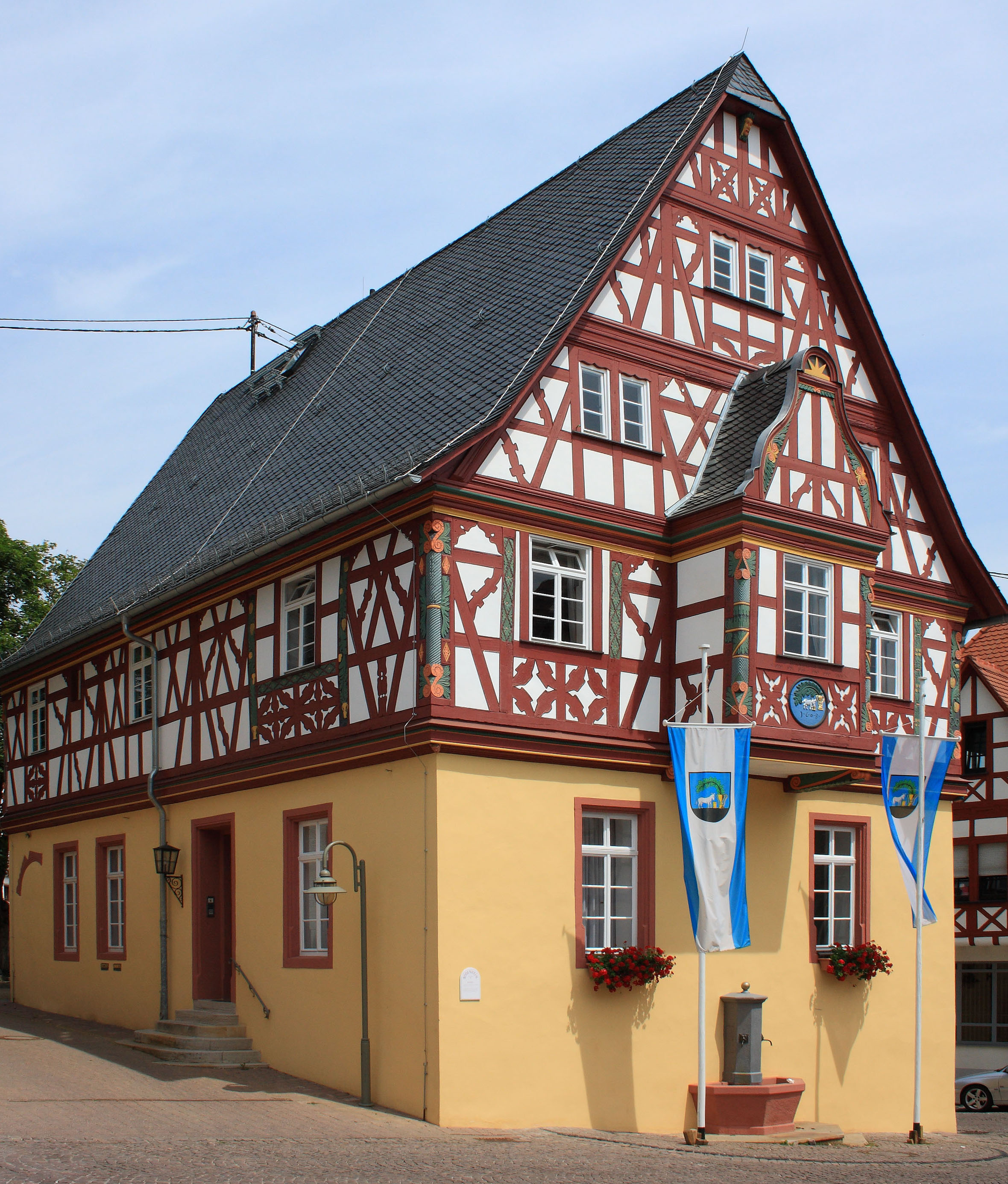
Das Rathaus, ein Renaissance-Fachwerkbau

Der Gemeinderat in Bodenheim besteht aus 24 Ratsmitgliedern, die bei der Kommunalwahl am 9. Juni 2024 in einer personalisierten Verhältniswahl gewählt wurden, und dem ehrenamtlichen Ortsbürgermeister als Vorsitzendem. Vor den Wahlen 2019 hatte der Gemeinderat 22 Sitze, die Erhöhung war nach rheinland-pfälzischem Wahlrecht durch die gestiegene Einwohnerzahl von Bodenheim erfolgt.
Die Sitzverteilung im Gemeinderat:
| Wahl | SPD | CDU | Grüne | FDP | FWG | Gesamt   |
| ---- | --- | --- | ----- | --- | --- | -------- |
| 2024 | 8   | 9   | 4     | 0   | 3   | 24 Sitze |
| 2019 | 13  | 6   | –     | 1   | 4   | 24 Sitze |
| 2014 | 12  | 7   | –     | 1   | 2   | 22 Sitze |
| 2009 | 9   | 9   | –     | 1   | 3   | 22 Sitze |
| 2004 | 8   | 10  | –     | –   | 4   | 22 Sitze |
| 1999 | 8   | 12  | –     | –   | 2   | 22 Sitze |

- FWG = Freie Wählergruppe Bodenheim e. V.

### Ortsbürgermeister
Jens Mutzke ist seit 2024 Ortsbürgermeister von Bodenheim. Bei der Direktwahl am 9. Juni 2024 war sein Vorgänger, Becker-Theilig (SPD), nicht erneut angetreten. Der damalige 2. Beigeordnete Jens Mutzke (SPD) wurde mit einem Stimmenanteil von 51,9 % zu seinem Nachfolger gewählt. Die Amtseinführung von Mutzke war am 8. Juli 2024.
Folgende Personen übten dieses Amt seit der Befreiung Bodenheims von der Naziherrschaft 1945 aus.
| Zeitraum  | Name                  | Partei | Bemerkung                                       |
| --------- | --------------------- | ------ | ----------------------------------------------- |
| 1945      | Johann Jamin          |        | durch die US-amerikanische Besatzung eingesetzt |
| 1945–1946 | Gottfried Boxheimer   |        | durch die US-amerikanische Besatzung eingesetzt |
| 1946–1961 | Hermann Weber         | CDU    |                                                 |
| 1961–1973 | Heinz Schaub          | CDU    |                                                 |
| 1973–1984 | Horst Kasper          | SPD    |                                                 |
| 1984–2009 | Alfons Achatz         | CDU    |                                                 |
| 2009–2024 | Thomas Becker-Theilig | SPD    |                                                 |
| seit 2024 | Jens Mutzke           | SPD    |                                                 |

### Wappen
| Wappen von Bodenheim | Blasonierung: „Über schwarzem Schildfuß in Blau ein vor einem goldenen Trog stehender linksgewendeter silberner Esel, links eine goldene Henkelvase, aus der ein grüner Eichenzweig nach rechts geneigt wächst.“ |
| Wappen von Bodenheim | Wappenbegründung: Die Gemeinde führte dieses Wappen lange Zeit ohne Genehmigung, 1990 erfolgte diese durch die zuständige damalige Bezirksregierung Rheinhessen-Pfalz in Neustadt. Der Sage nach forderte der Propst der Abtei St. Alban, zu der auch Bodenheim gehörte, vom Kaiser das Münzrecht, doch der Kaiser verspottete ihn: „Münzen will Er prägen? Einen alten Esel soll Er münzen!“ Voller Ironie wählte man den Esel später als Wappentier. |

### Partnergemeinden
- Seurre (Frankreich), seit 4. Oktober 1969 offiziell besiegelt, freundschaftlich verbunden seit 1964
- Grezzana (Italien), seit 1992
- Rudolstadt (Thüringen)

## Kultur und Sehenswürdigkeiten

### Museen
Im Bürgerhaus Dolles befindet sich das Bodenheimer Heimatmuseum, welches in wechselnden Ausstellungen die Bodenheimer Geschichte präsentiert. Auf dem Gelände der Firma Hilge befindet sich das Deutsche Pumpenmuseum.

### Bauwerke

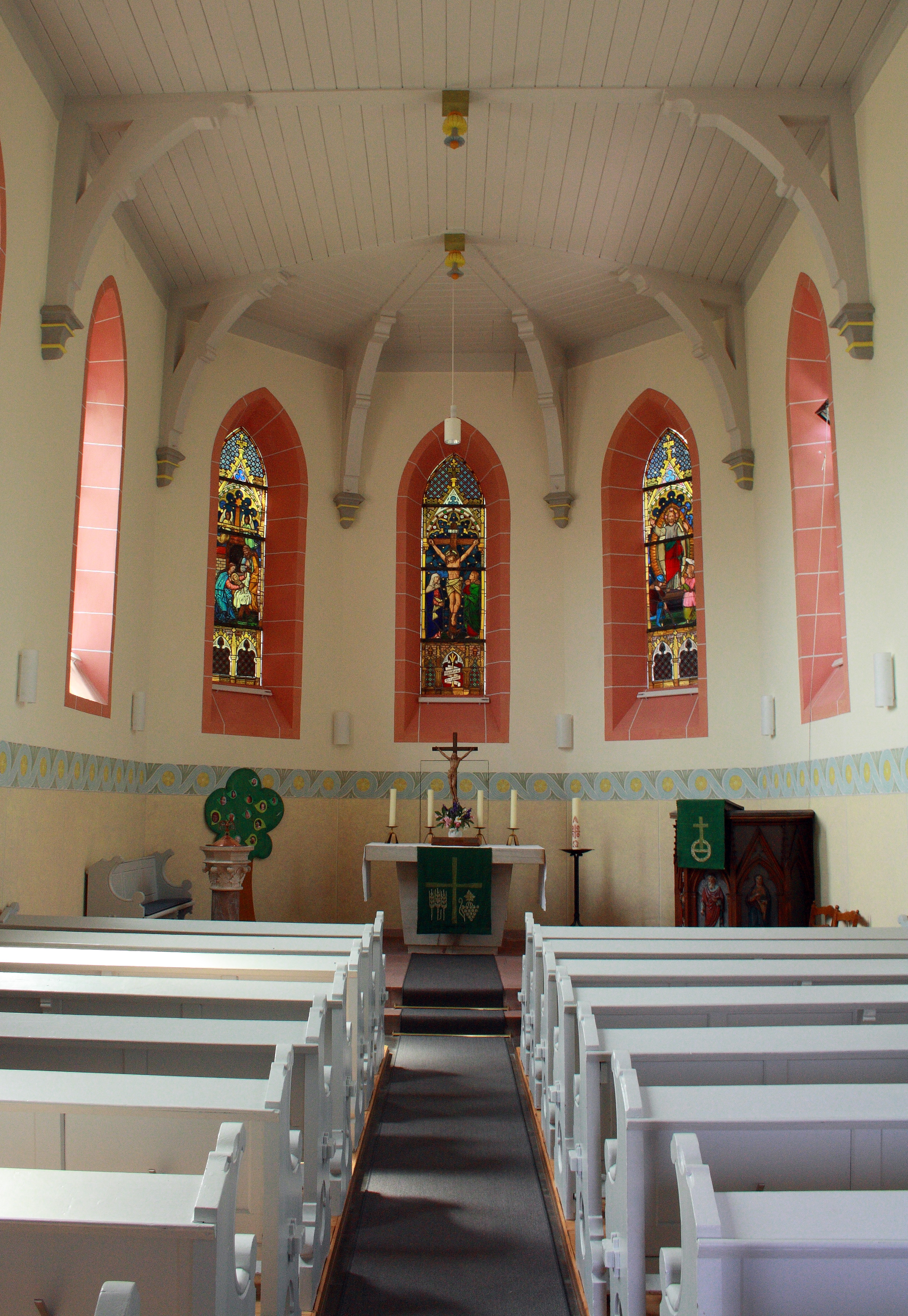
Innenraum der evangelischen Kirche

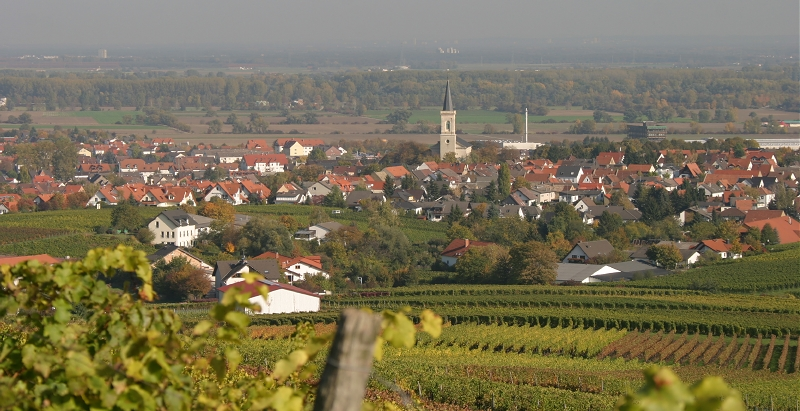
Kirche St. Alban

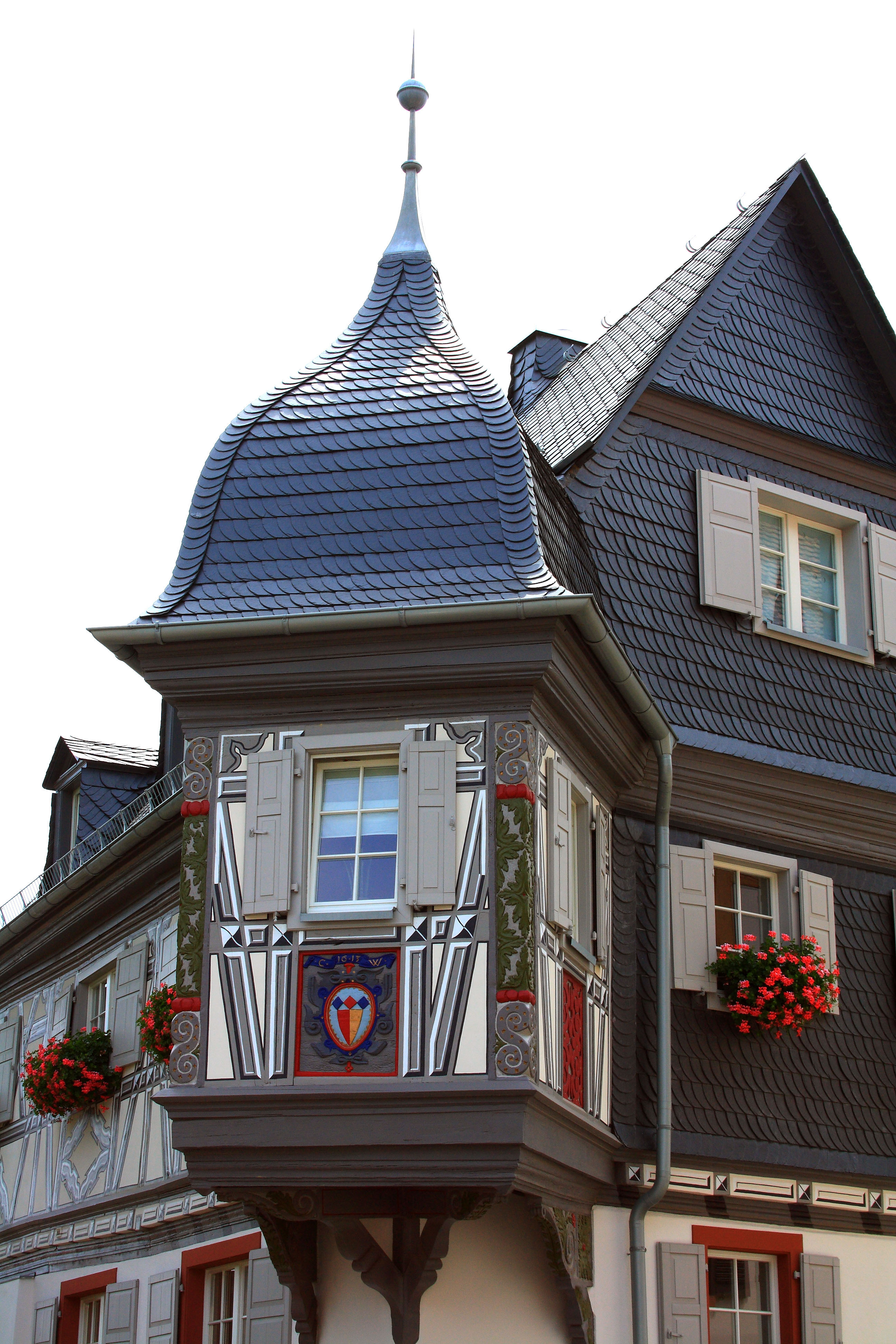
Ehemaliger Molsberger Hof

- Die katholische Pfarrkirche St. Alban wurde von 1828 bis 1830 erbaut. Es handelt sich um einen spätklassizistischen Saalbau mit Westturm.
- Die Grundsteinlegung der evangelischen Kirche in Bodenheim fand am 16. Mai 1887 statt. Der Münchner Architekt und Passauer Dombaumeister Heinrich von Schmidt, der auch an der Restaurierung der Oppenheimer Katharinenkirche beteiligt war, entwarf die Pläne für die Kirche; der Kirchenbaumeister Otto Schwarze übernahm die Bauleitung. Im Stil der Neugotik entstand ein Gotteshaus, gebaut aus Kalkstein-Bruchsteinmauerwerk mit einem schiefergedeckten Walmdach und einem zierlichen Dachreiter. Im Inneren des Gebäudes finden sich u. a. im Chorraum drei Buntglasfenster mit Darstellungen der Geburt, der Kreuzigung und der Auferstehung Christi sowie die kunstvoll geschnitzte Kanzel, die von den vier Evangelisten getragen wird. Am 26. September 1888 fand die Einweihung der Kirche statt. Heute ist die evangelische Kirche die ganze Woche hindurch von 8 bis 19 Uhr zur Andacht und Besichtigung geöffnet.
- Die neugotische Marien-Wallfahrtskapelle Maria-Oberndorf entstand in den Jahren 1889–1891 nach Plänen des bischöflichen Dombaumeisters Lucas. Der erste urkundlich erwähnte Kirchenbau an gleicher Stelle stammt aus dem Jahr 1217, ist vermutlich aber älteren Ursprungs. Dieser erste Kirchenbau wurde während des Dreißigjährigen Krieges zerstört. Das Wallfahrtsfest findet jährlich am ersten Sonntag nach dem 2. Juli (Fest der Mariä Heimsuchung) statt und gehört zum Wallfahrtskalender des Bistums Mainz.
- Das historische Rathaus wurde 1608 durch das Ritterstift als neues Gerichtsgebäude (für das Ober- und Dorfgericht) erbaut. Das zweigeschossige Gebäude mit Satteldach und schönen Stuckarbeiten im Inneren ist ein typischer Vertreter für die fränkisch-hessische Fachwerkbauweise der Renaissance-Zeit nach 1555.
- Der Molsberger Hof, 1613 und 1614 errichtet, ist ein auf mehreren Ebenen angelegtes Fachwerkhaus in der Mainzer Pfort Straße, am Schönbornplatz. Das Haus ist durch einen großen Erker ausgezeichnet der mit einem Wappenschild geschmückt ist. Die Herren von Molsberg sind mit ihrem ältesten Vertreter Anselm I. von Molsberg (ca. 1000 bis 1066) bekannt. Teile der ausgestorbenen Familie lebten bis zum Anfang des 18. Jahrhunderts in Bodenheim. Sie waren durch Ämter bei Kaiser und Fürsten, Kirche und der reichsritterschaftlichen Organisation zu Ansehen gekommen. Der Renaissancebau wurde durch einen Brand am 15. Dezember 2007 stark beschädigt und in den Folgemonaten aufwendig und denkmalgerecht restauriert.

### Sport
- Der Ländliche Reit- und Fahrverein Bodenheim – gegründet im Jahr 1973 – hat in den vergangenen Jahren einen enormen Aufschwung erlebt. Durch Ausbau und Erweiterung vereinseigener Sportanlagen (2 Reithallen 20 × 60 m und 20 × 40 m, 1 gr. Springplatz, 2 Dressurvierecke, 4 Tennisplätze mit Vereinsheim) und Durchführung lokaler und regionaler Veranstaltungen konnte er seine Angebote deutlich ausweiten. 1. Vorsitzender ist Hr. Günter Scholles.
- Der TV 1848 Bodenheim wurde im Jahre 1848 gegründet und ist mit über 1700 Mitgliedern der größte Verein in Bodenheim und einer der größten Turnvereine in Rheinhessen. Unter anderem gehören Turnen, Handball, Gymnastik, Leichtathletik, Volleyball zum sportlichen Angebot des Turnvereins Bodenheim.
- Der VfB 1909 Bodenheim wurde im Jahr 1909 gegründet und ist neben dem TV Bodenheim der größte Verein in der Gemeinde. Der VfB Bodenheim besteht aus einer Tischtennis- und einer Fußballabteilung.
- Schützenverein 78 Bodenheim mit eigenem Schießstand im Haus der Vereine (in der Sport- und Festhalle Am Guckenberg)
- Angelsportverein 1949 Bodenheim mit eigenem Angelgewässer „An der Silz“

### Weitere Vereine
Der Gesangverein Concordia 1872 Bodenheim wurde im Jahr 1872 als Männerchor gegründet. Er hat sich der Pflege des internationalen Liedgutes verschrieben. Seit dem Jahr 2000 gibt es auch einen gemischten Chor mit dem Namen „Free Voices“, dessen Repertoire aus modernen Stücken (Pop- und Rockmusik) besteht. Daneben existieren weitere Gesangvereine und Chöre, z. B. die Chöre der beiden Bodenheimer Kirchengemeinden.
Der älteste Fastnachtsverein der Gemeinde ist der Bodenheimer Carneval-Verein 1935 e. V. Weitere Fastnachts- und Geselligkeitsvereine sind die Närrische Bürgerinitiative Bodenheim 1986 e. V., die Bodenheimer Schoppengarde e. V. von 1987, die Albansbrüder e. V. (gegr. 1977), die Bodenheimer Pitschedabscher (gegr. 1999), die Alten Weiber Bodenheim e. V. (gegr. 2024) und die Albansjünger deren Aktivitäten sich jedoch nicht auf die Fastnacht beschränken.

### Regelmäßige Veranstaltungen
- Kostümsitzung des Bodenheimer Carnevalverein – Samstag eine Woche vor Fastnacht
- Altweiberball am Donnerstag vor Aschermittwoch
- Fastnachtsumzug am Fastnachtssamstag ab 14:11 Uhr mit Abschluss im Dolles
- Bodenheimer Schießtage von Donnerstag/Freitag bis Sonntag am letzten Aprilwochenende (derzeit ausgesetzt)
- Walpurgisfeuer der SPD Bodenheim – am 30. April am Sport- und Kulturzentrum Bürgel
- Verbandsgemeinde-Wandertag an Christi Himmelfahrt – Fischweiher an der Silz
- St. Albans-Weinfest nach dem heiligen Alban von Mainz benannt und findet am ersten Wochenende im Juni statt
- Kultur im Park – erstes Juli-Wochenende
- Wallfahrt zur Kapelle Maria-Oberndorf am Sonntag nach Maria Heimsuchung (2. Juli).
- Kirchweihfest (Kerb) am dritten Wochenende (Sonntag) im September
- Weinprobe am Weinlehrpfad – samstags auf Nachkerb (viertes Wochenende im September)
- Martinsmark der Bodenheimer CDU – am 1. Wochenende im November
- Nikolausmarkt im Alten Ortskern – am 1. Adventswochenende
- Adventskalender von 1. bis 23. Dezember an wechselnden Örtlichkeiten

## Wirtschaft und Infrastruktur

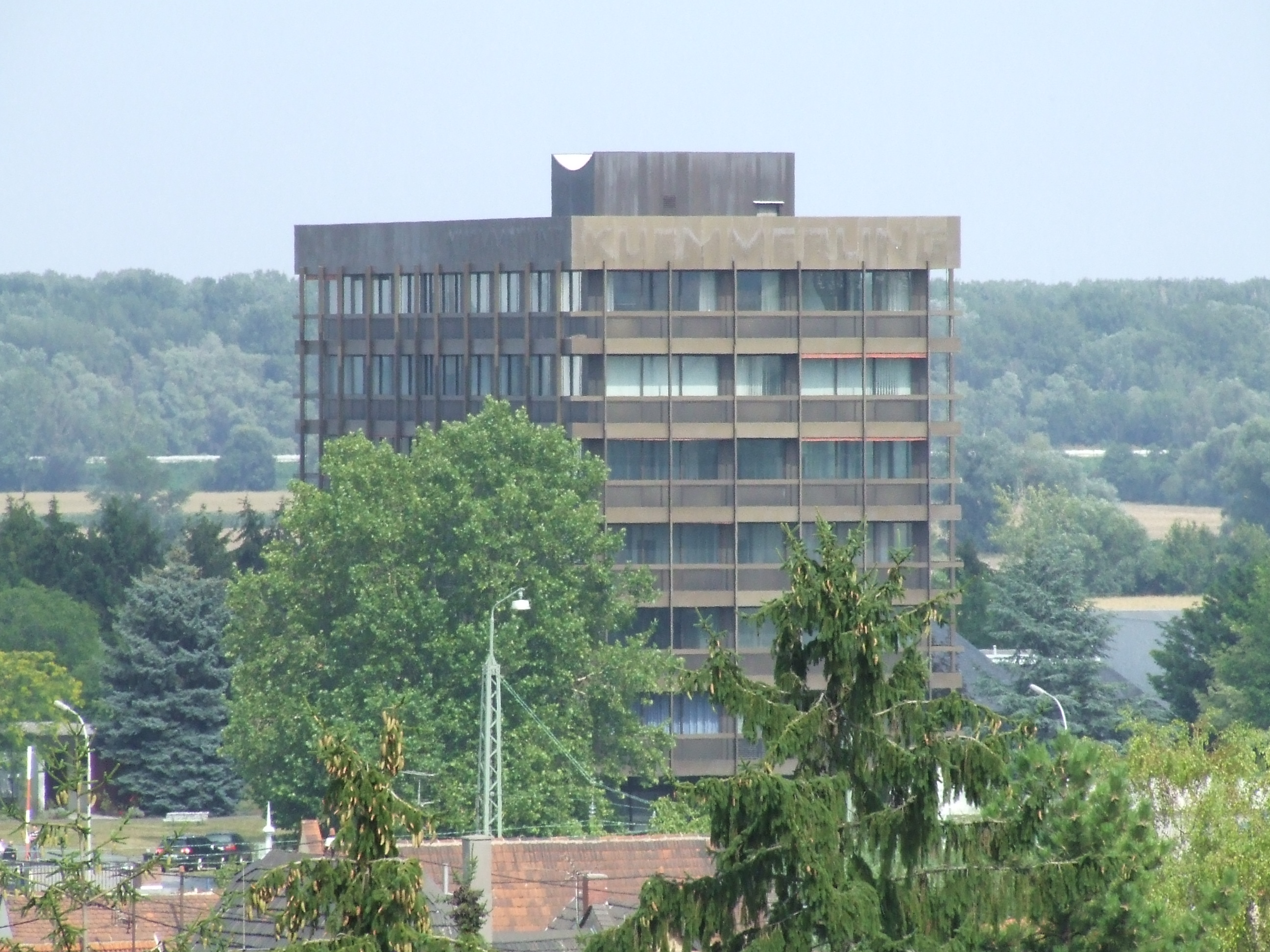
Ehemaliges Kuemmerling-Hochhaus (2006)

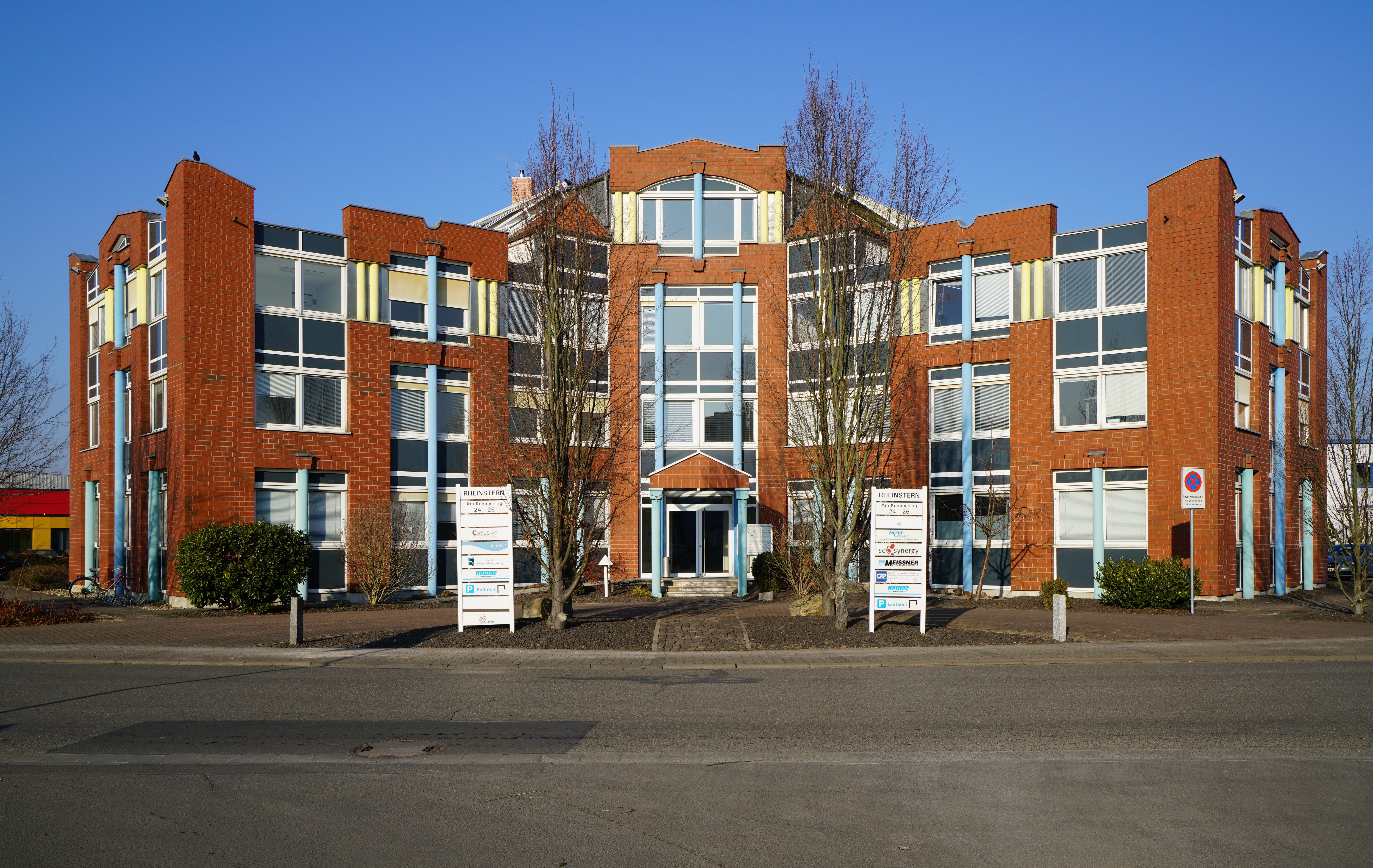
Der Sitz der Deutschen Umschlaggesellschaft Schiene-Straße (DUSS) in Bodenheim

In Bodenheim sind bzw. waren folgende Unternehmen ansässig:
- Kuemmerling, Magenbitter, das zu 100 % zur Dr. August Oetker KG gehört, bis 2019
- Hilge, Pumpenfabrik, gehört zu GEA Group
- Herdt-Verlag für Bildungsmedien GmbH
- iC-Haus GmbH, System-Haus und Hersteller für anwenderspezifische Integrierte Schaltkreise (ICs)
- Vitanum, medizinischer Dienstleister (auf dem Gelände des ehemaligen Kümmerling-Werkes)
- Deutsche Umschlaggesellschaft Schiene-Straße, ein Eisenbahninfrastrukturunternehmen, das zu 75 % der DB Netz gehört: Es betreibt in Deutschland Umschlagbahnhöfe
- Deutsches Weininstitut
- Fa. ITSM – IT Service Management
- Neutec Chemie
- NEOCHEMA

### Einkaufsmärkte
Für die Gemeinde Bodenheim wurde ein Einzelhandelskonzept erarbeitet, um Einkaufsmärkte ansiedeln zu können.
Folgende Einkaufsmärkte bestehen derzeit:
- REWE - Hilgestraße
- ALDI Süd - Lange Ruthe
- Tegut - Lange Ruthe
- Rossmann - Lange Ruthe
- LIDL - Lange Ruthe
- RL-Fundgrube

Darüber hinaus bestehen folgende Lebensmitteleinzelhändler:
- Werner's Backstube
- Backhaus Lüning
- Bäckerei Siener
- Metzgerei Eckert
- Wildmetzgerei Harald Becker
- Hofmetzgerei Acker
- Müller Kaffeerösterei
- Logo Getränke
- Obst- und Gemüse-Markt

Anzahl der sozialpflichtigten Arbeitsplätze: 2.437 (Stand: 30. Juni 2019)

### Weinbau

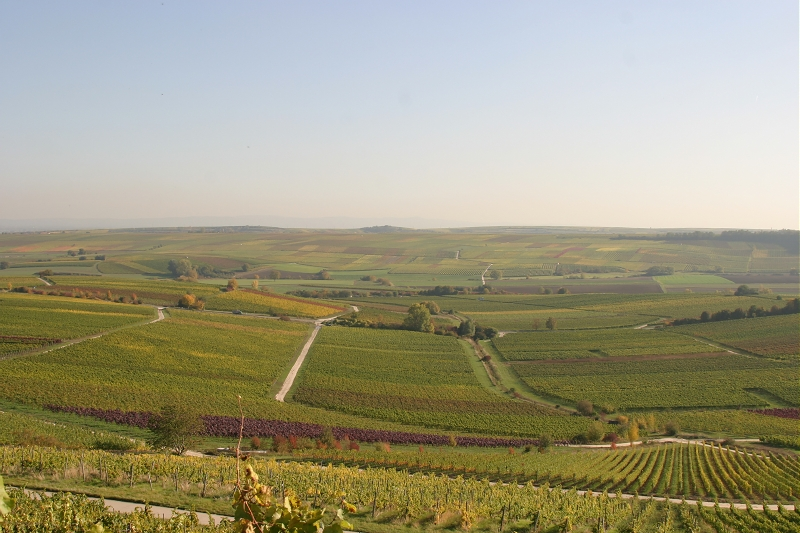
Weinberge um Bodenheim

In Bodenheim wird auf 426 Hektar Wein angebaut, die sich auf die Lagen Kapelle (22 ha), Kreuzberg (148 ha), Silberberg (24 ha), Hoch (85 ha), Leidhecke (63 ha), Westrum (32 ha), Heitersbrünnchen (76 ha), Ebersberg (6 ha), Burgweg (44 ha), Mönchspfad (48 ha) und Reichsritterstift (4 ha) verteilen. Alle gehören zur Großlage Sankt Alban im Bereich Nierstein im Weinanbaugebiet Rheinhessen. Insgesamt sind zurzeit (Stand: 2003) 79 Weinbaubetriebe mit einer Anbaufläche größer als 30 Ar tätig. Die Weinanbaufläche verteilt sich auf 315 Hektar Weißweinsorten und 112 Hektar Rotweinsorten. Von den Weißweinsorten werden auf 72 Hektar Silvaner und auf 71 Hektar Müller-Thurgau angebaut. Dornfelder stellt zurzeit mit 47 Hektar die am stärksten vertretene Rotweinsorte dar.

#### VDP-Mitglieder
- Das Weingut Oberstleutnant Liebrecht’sche Gutsverwaltung geht zurück auf den im Jahr 1754 zwischen Pfarrhof und Gemeinde Weed erbauten Gutshof der Nonnen der Abtei Altmünster (Mainz). Der Berufsoffizier Friedrich Wilhelm Liebrecht arrondierte die Weinbaufläche und gehörte zu den Gründern des Verbandes Deutscher Naturwein Versteigerer, dem Vorgänger des Verbands Deutscher Prädikatsweingüter (VDP). Das Weingut wurde bis 2010 von Fritz Nacke in der vierten Generation geführt. Seither ist es für 25 Jahre verpachtet.
- Das Weingut Kühling Gillot wurde im Jahr 2002 von der Geisenheimer Weinbau-Ingenieurin Carolin Gillot übernommen. Carolin, heute Spanier-Gillot, konnte auf die langjährige Qualitätsarbeit und Unterstützung ihres Vaters aufbauen. Sie ist Mitbegründerin der Jungwinzervereinigung „message in a bottle“ und engagiert sich im Regionalverbund Rheinhessen des Frauenweinnetzwerks Vinissima.

### Verkehr

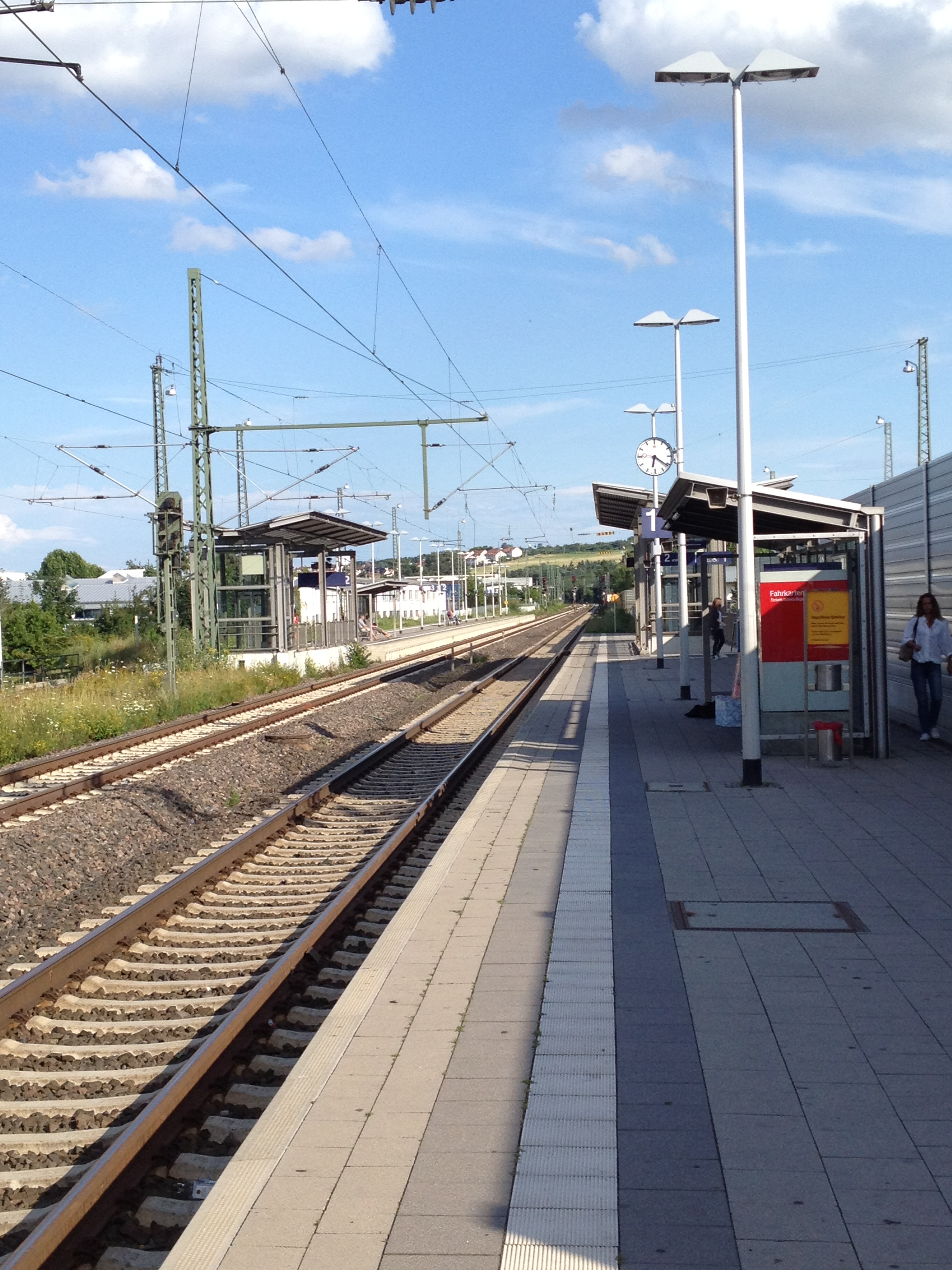
Bahnhof Bodenheim

#### Öffentlicher Nahverkehr
Der Bahnhof Bodenheim liegt linksrheinisch an der Bahnstrecke Mainz–Mannheim und wird halbstündlich von der S-Bahn-Linie S 6 der S-Bahn Rhein-Neckar bedient. Der Bahnhof Bodenheim wurde 1853 von der Hessischen Ludwigsbahn zusammen mit der Strecke eröffnet. 1899 wurde hier elektrischer, automatischer Streckenblock installiert. Die Fahrzeit mit der S-Bahn beträgt nach Mainz ca. 10 Minuten, nach Mannheim etwa 1 Stunde und 10 Minuten.
Die zwischen Undenheim und Oppenheim verkehrende ORN-Buslinie 662 hält werktags vereinzelt am Bahnhof Bodenheim.
Seit dem 1. April 2022 besteht mit der Buslinie 69 der MVG eine regelmäßige Anbindung aus der Mainzer Innenstadt (Goetheplatz) nach Bodenheim.

##### Bushaltestellen
Lange Ruthe, Hilgestraße, Seurreallee, Bahnhof, Gaustraße (Dolles, VG-Rathaus), Gaustraße (Im Langreh), Kreisel Ortsrandstraße.

#### Straßenverkehr
Bodenheim ist über die Bundesstraße 9 sowie indirekt über die Bundesautobahn 60 an das Fernstraßennetz angebunden. Über Landstraßen ist Bodenheim mit Mainz-Laubenheim, Nackenheim und Gau-Bischofsheim verbunden.

#### Radwege
- nach Mainz-Laubenheim, parallel der Landesstraße L413
- nach Nackenheim, parallel der Landesstraße L431
- nach Gau-Bischofsheim, auf Feldwirtschaftswegen, beginnend ab Leidheckenweg

### Öffentliche Einrichtungen

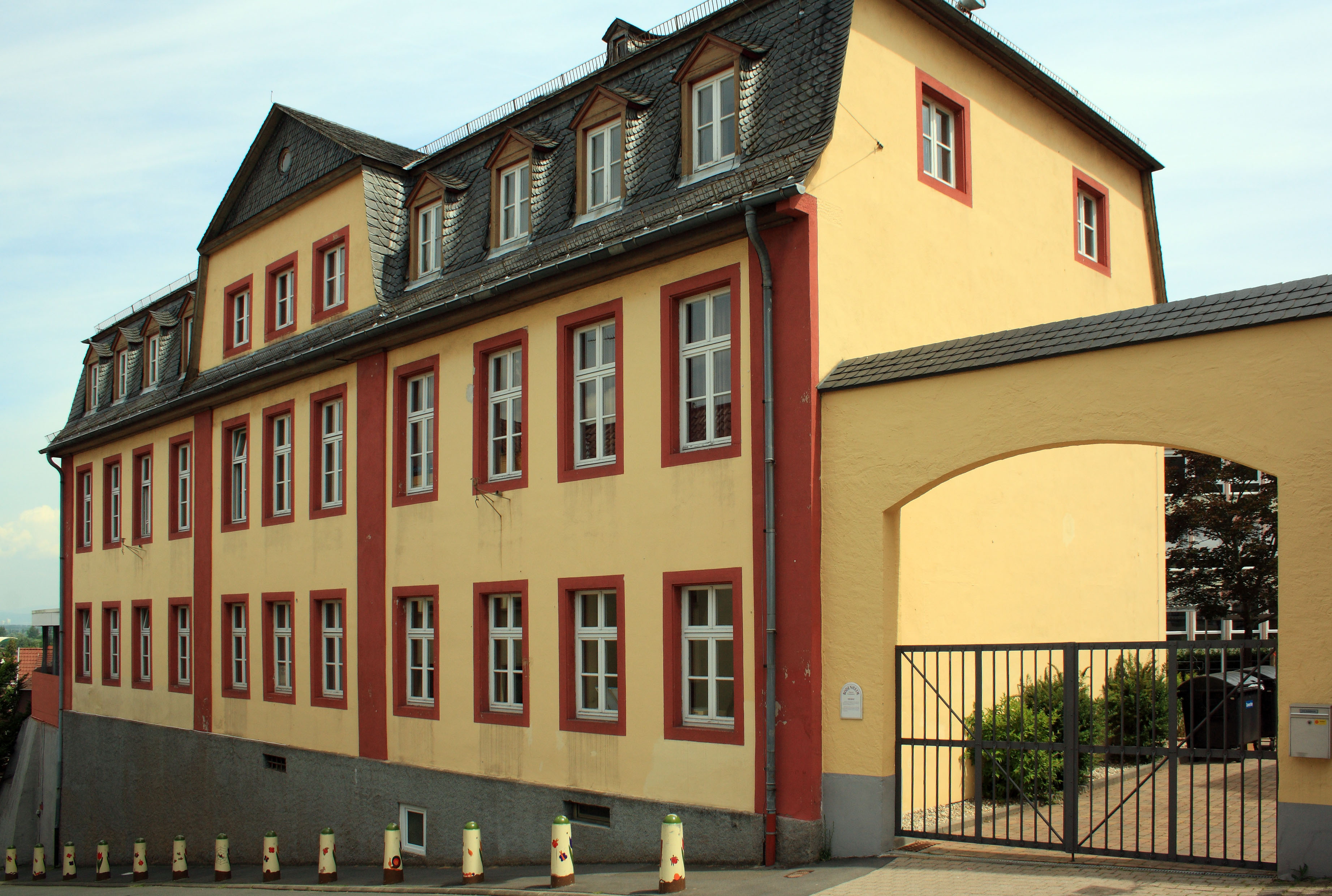
Grundschule in Bodenheim

Die Gemeinde Bodenheim ist zugleich Sitzgemeinde der Verbandsgemeinde Bodenheim
- Dolles-Bürgerhaus – Beinhaltet mehrere anmietbare Räumlichkeiten (1. OG: Hermann-Weber-Saal, EG: Dolles-Keller und Foyer, UG: Kulturkeller und Weingewölbekeller) sowie das Bodenheimer Heimatmuseum.[41]
- Haus der Vereine „Im Guckenberg“ – Heimstatt für folgende Vereine/Gruppen: Bodenheimer Schoppengarde, Schützenverein, GV Liederkranz, Funkamateure DARC, Pitschedabscher, Flüchtlingshilfe „Kulturbuntes Bodenheim“
- Vereinsheim des Blasorchesters Bodenheim e. V. in der Rheinallee 84
- Vereinsheim des Bodenheimer Carnelvalvereins BCV 1935 e. V. in der Straße Am Kümmerling 27
- Vereinshalle der Albansbrüder Bodenheim 1977 e. V. in der Straße Am Kümmerling
- Naherholungsgebiet „An der Silz“ – in Trägerschaft des Angelsportvereins ASV Bodenheim e. V.
- Kleintierzuchtpark „Seurreeallee“ – in Trägerschaft des Kleintierzuchtvereins P120 Bodenheim e. V.
- Volkshochschule Bodenheim/Nackenheim im Haus Friesenecker, Rathausstraße 3 (Unterrichtsräume und Büro)
- Sozialstation – In Trägerschaft des Caritasverbandes Mainz
- Grundschule Bodenheim – Die Gemeinde Bodenheim ist Sitzgemeinde einer vierzügigen Grundschule, welche in Trägerschaft der Verbandsgemeinde befindet.
- Öffentliche Bücherei St. Alban – Auf dem Gelände der Grundschule befindet sich die Öffentliche Bücherei St. Alban mit einem Bestand von ca. 6.500 Medieneinheiten.
- Kommunale Kindertagesstätte Wühlmäuse – vierzügig, davon 50 Hortplätze und angeschlossenem Jugendtreff
- Kommunale Kindertagesstätte Spatzennest – fünfzügiger Kindergarten bietet insgesamt 105 Plätze für Kinder ab zwei Jahren, davon 60 Ganztagsplätze.
- Kommunale Kindertagesstätte Schatzkiste – fünfzügiger Kindergarten mit insgesamt 121 Betreuungsplätzen für Kinder ab einem Jahr[42]
- Kommunale Kindertagesstätte Mühlbachstörche – vierzügige Kindertagesstätte mit derzeit 74 Betreuungsplätzen
- Kommunale Kindertagesstätte Abenteuerwiese – vierzügige Kindertagesstätte, davon 40 Hortplätze
- Kath. Kindergarten in der Kapellenstraße – dreizügig, in Trägerschaft der Kath. Pfarrgemeinde St. Alban, mit insg. 75 Plätzen
- Gemeinnützige Kleinkindergruppe Sternenhimmel e. V. – (6 Monate bis 2 Jahre bzw. Kindergarteneintritt; private Elterninitiative)
- Kindertreff Bodenheim in Trägerschaft des Sternenhimmels – Begegnungsstätte für 0- bis 3-Jährige (im Sport- und Kulturzentrum Bürgel)
- Sportplatz „Am Guckenberg“ mit drei Sportplätzen unterschiedlicher Größe
- Sport- und Festhalle „Am Guckenberg“ – Mehrzweckhalle 45 × 27 m
- Skatepark und Bolzplatz – Seurreallee
- Bikepark – Auf der Harle
- 12 × Kinderspielplätze mit 27.000 m² Spielfläche
  - Dollespark
  - Wohngebiet Im Walter
  - Wohngebiet Im Langreh
  - Wohngebiet Kapelle
  - Traumgarten
  - Spielplatz Potsdamer Weg
  - Spielplatz An der Reithalle
  - Spielplatz Im Mittelweg
  - Spielplatz Beethovenstraße
  - Spielplatz Neckarstraße
  - Spielplatz Maria-Oberndorf-Straße
  - Minrathsplätzchen

- Turnhalle im Sport- und Kulturzentrum Bürgel – 20 × 30 m
- 3Feld-Mehrzweckhalle im Sport- und Kulturzentrum Bürgel – 30 × 45 m
- Dollespark mit zwei Boule-Bahnen und Kleinkinderspielplatz
- Grillplätze „Am Rheinufer“, „Am St.Alban“ mit WC-Anlage
- Wohnmobil-Stellplatz „Am St.Alban“ mit Strom- und Wasseranschluss mit 12 Stellplätzen

## Persönlichkeiten

### Ehrenbürger der Gemeinde
- Ingrid Kerz (* 1945) – verliehen am 15. Juli 2022 wegen langjährigen Engagement im Gemeinderat und der Ortsgemeindeverwaltung
- Günter Scholles (* 1940) – verliehen am 15. Juli 2022 wegen langjährigen Engagement als Vorsitzender des Reit- und Fahrvereins und im Gemeinderat

### Söhne und Töchter der Gemeinde
- Merg Scholl († 1613), erstes Opfer der Hexenprozesse in Bodenheim
- Adam Staudinger (1696–1762), Jesuit, Philosoph und Kirchenrechtler
- Philipp Anton Hedderich OFM (1743–1808), Kanonist in Köln, Trier und Bonn sowie Gelehrter der Düsseldorfer Rechtsakademie
- Aron Jakob Bamberger (1790–1858), Gründer des Bankhaus Bamberger & Co. in Mainz, 1841
- Johann Sauer (1805–1881), Gutsbesitzer und Mitglied der Landstände des Großherzogtums Hessen
- Joseph Zuckmayer (1861–1919), hessischer Landtagsabgeordneter und Onkel von Carl Zuckmayer
- Anton Knab (1878–1945), Lehrer, NS-Opfer
- Rhabanus Petri OSB (* 1963), von Juni 2007 bis Juli 2017 Abt des Benediktinerklosters Schweiklberg in Vilshofen an der Donau

### Personen, die vor Ort wirken oder gewirkt haben
- Franz Eduard von Heuss (1808–1880), großherzoglich hessischer Hofrat, Hofmaler und Lithograf
- Ferdinand von Heuss (1848–1924), Arzt, Kunstmaler und Winzer (Sohn von Eduard von Heuss)[43][44]
- Rolf C.W. Balsam (1881–1976), Maler und Graphiker
- Kurt Laqueur (1914–1997), deutscher Diplomat